# Gangnam Blues
Gangnam Blues (Originaltitel: Gangnam 1970) ist ein Gangsterfilm des südkoreanischen Regisseurs Yoo Ha aus
dem Jahr 2015.

## Handlung
Jong-dae und Yong-ki sind als Waisen wie echte Brüder aufgewachsen. Beide leben in ärmlichen Verhältnissen. Sie werden von einer Gangster-Gruppe engagiert, um die Wahlveranstaltung einer Partei zu zerschlagen. Dort verlieren sie sich. Jong-dae bleibt in der Gang die ihn engagiert hat und wird mit der Zeit für den Anführer, Gil-su, wie ein Sohn. Jong-dae wohnt auch bei ihm gemeinsam mit Gil-sus Tochter Seon-hye. Yong-ki hat sich derweil einer Seouler Gang angeschlossen und ist dort hoch aufgestiegen. Nach und nach beginnen die Gangs und korrupte Politiker sich für das Land südlich von Seoul zu interessieren, Gangnam genannt. Da Seoul bereits übervölkert sei und aufgrund der schlechten Verhältnisse zu Nordkorea nicht in nördliche Richtung wachsen soll, sehen die Gruppen und Politiker die Zukunft im Süden. So beginnen die Gangs, um Land in Gangnam zu kämpfen, überrumpeln die dort lebenden Bauern und kaufen ihnen günstig das Land ab während sie nach den Käufen die Preise künstlich in die Höhe treiben. Als eines morgens Jong-dae wird dann in einen Interessenskonflikt über die Entwicklung in Gangnam im südlichen Teil Seouls verwickelt. Er lebt mit Gil-su und Seon-hye zusammen, die ihn wie ein Familienmitglied behandeln. In der Zwischenzeit schließt sich Yong-ki Seouls mächtigster krimineller Vereinigung an und kämpft um die Länder in Gangnam.
Dabei findet Jong-dae Yong-ki zufälligerweise wieder. Sie entschließen sich, zusammenzuarbeiten. Jong-dae interessiert sich vor allem für das Land in Gangnam, Yong-ki für das Geld. Yong-ki spioniert seine eigene Gang aus und so können sich beide ihr eigenes Imperium aufbauen.

## Hintergrund
Die Geschichte hat einen realen Hintergrund. In den frühen 1970ern war Südkorea noch arm, der Korea-Krieg endete erst 1953. Während der Diktatur von Park Chung-hee wurde alles unternommen, um enormes Wirtschaftswachstum zu erzielen, so spricht man vom Wunder am Han-Fluss. Dies zog aber auch Korruption nach sich, insbesondere Bände zwischen Politikern und Gangs.

## Veröffentlichung
Gangnam Blues kam am 21. Januar 2015 in die südkoreanischen Kinos. Im März 2015 kam der Film auch umgeschnitten in die chinesischen Kinos. Um von Lee Min-hos Popularität in China zu profitieren, wurden mehr Szenen mit Lee eingefügt, insbesondere um die Liebesbeziehung zwischen ihm und Kim Ji-soo näher zu beleuchten. Die Version hat auch ein alternatives Ende.

## Rezeption
Pierce Conran besprach den Film sehr positiv. Der Film übertrumpfe sogar vergleichbare Gangsterfilme wie Nameless Gangster (2012) und New World (2013). Der Film sei wunderschön gestaltet und überzeuge durch die Kameraführung, Lee Min-ho in der Hauptrolle und den Soundtrack aus den 1970er Jahren.